# Samuel ibn Nagrela
Samuel ibn Nagrela (en hébreu : שמואל הלוי בן יוסף הנגיד Shmouel HaLevi ben Yosseph HaNaggid, en arabe : أبو إسحاق إسماعيل بن النغريلة Abu Ishaq Isma'il ibn Nag'rila) est un rabbin andalou et un homme d'État juif dans le cadre d'une principauté musulmane du XIe siècle, né à Mérida en 993 et mort à  Grenade en 1055 ou 1056).
Considéré par certains comme l'une des premières autorités rabbiniques médiévales, Samuel, qui a été grammairien, poète, et talmudiste, est aussi le premier Juif  à avoir pu occuper les fonctions de vizir (Premier ministre) et de chef des armées d'un royaume d'al-Andalus en Espagne, en l'occurrence celui de Grenade ; dès le Xe siècle, des Juifs conseillaient les princes arabo-musulmans sans occuper de fonctions officielles, et plusieurs par la suite deviendront vizirs (voir Hommes d'État juifs arabes), Samuel ibn Nagrela étant, parmi eux, la personnalité la plus brillante.

## Éléments biographiques

### Jeunes années
Né à Mérida, il passe son enfance et sa jeunesse à Cordoue. Son père, natif de Mérida, lui donne une éducation complète et lui pourvoit les meilleurs maîtres de l'époque : il étudie la littérature rabbinique sous la férule de Hanokh ben Moshe, l'hébreu et la grammaire hébraïque avec le fondateur de la philologie hébraïque scientifique, Juda ben David Hayyuj ; il apprend aussi l'arabe, le latin et le berbère auprès de maîtres non-juifs.
Dans le contexte de la guerre civile en al-Andalus et de la conquête de Cordoue par le chef berbère Suleiman en 1013, il doit, avec sa famille et de nombreux autres juifs, fuir Cordoue livrée au sac et au pillage. Le jeune Samuel s’installe dans le port de Malaga, où il commence une petite affaire, étudiant les textes hébraïques et talmudiques pendant ses loisirs. Il fréquente les cercles des savants et érudits arabes, s’initie à la philosophie, à la rhétorique arabe et aux mathématiques.

### L'ascension politique

#### Premier ministre
D'abord employé  auprès du gouverneur de Malaga, Ibn al Arîf, il passa ensuite au service du sultan ziride Habbous. Un récit souvent repris décrit les circonstances exceptionnelles dans lesquelles Samuel ibn Nagrela serait entré au service de l'un puis de l'autre, mais l'anecdote étant également rapportée concernant al-Mansur ibn Abî'Amr, elle est plutôt considérée aujourd'hui comme un topos médiéval.  Habbous élève Ibn Nagrela à la dignité de vizir, c'est-à-dire premier ministre, décision sans précédent. « C'est le début d'une brillante carrière pour ce Juif à qui la politique est en principe interdite » ; son ascension est possible en Andalousie du fait que le statut de dhimmi y est considérablement assoupli.
Samuel ibn Nagrela demeure, en dépit de sa haute position, un étudiant curieux, dont la piété, la modestie et les manières affables gagnent la sympathie même de ceux qui ne peuvent accepter qu'un Juif soit parvenu à un tel poste.

#### Chef de l'armée du sultan
En 1038, le commandement de l’armée de Grenade est confié à Samuel, qui le conserve jusqu’à sa mort. Il part chaque année guerroyer à la tête de ses troupes contre le royaume voisin de Séville et de ses alliés. Dans des poèmes épiques, il chante ses victoires lors ces campagnes militaires.
« Il est de fait en infraction avec le statut de dhimmi selon lequel un Juif ne doit pas porter les armes, ni même monter à cheval, encore moins commander à des musulmans. »

#### Après la mort du sultan Habbous
Les choses s'enveniment quelque peu après la mort de Habbous, Samuel ibn Nagrela étant alors attaqué par un érudit musulman célèbre, ibn Hussn, qui l'évoque nommément dans un ouvrage dirigé contre le judaïsme. Selon Abdelwahab Meddeb, le dénigrement auquel procède ibn Hussn « relève de l'antijudaïsme le plus primaire ; il a pour but d'éteindre l'aura acquise par ce vizir juif dans une principauté musulmane. » Cependant, Samuel ibn Nagrela conserve la confiance de deux sultans successifs.
En 1037, deux partis se constituent lors des querelles de succession qui suivent la mort du sultan Habbous. Le plus jeune fils, Balkin, jouit de la confiance de la majorité des nobles berbères, et de certains Juifs influents dont Joseph ibn Migash, Isaac de Leon et Nehemia Ashkofa, tandis que Samuel est à la tête d'un plus petit groupe, qui soutient Badis, le fils aîné. Contre toute attente, c'est Badis qui est proclamé roi, en octobre 1037, car Balkin a accepté de se démettre en sa faveur. L'autorité de Samuel grandit alors jusqu'à égaler, à peu de chose près, celle de Badis, car le nouveau roi est plus intéressé par la poursuite des plaisirs que par les affaires du royaume de Grenade.
La popularité d'ibn Nagrela est telle qu'il reste vizir jusqu'à sa mort ; son fils, Joseph ibn Nagrela, lui succède en tant que vizir et Naggid.
Il meurt vers 1056 de causes naturelles. Il a été mentionné qu'il était le père ou un ancêtre de la poétesse Qasmuna, l'unique poétesse juive médiévale attestée de langue arabe, mais cette hypothèse est peu probable.

### LeNaggid
La communauté juive de Grenade, dont il est le rabbin principal, lui donne le titre de Naggid (prince). Samuel s'emploie non seulement à améliorer le sort des Juifs de Grenade mais aussi celui d'autres communautés juives, par le biais de ses relations diplomatiques. Très actif dans la propagation de la science, il dépense des sommes considérables pour entretenir les écoles et académies talmudiques, et pour réaliser des copies de livres dont il fait don aux étudiants pauvres. L'un des bénéficiaires de ses largesses est le poète et philosophe Salomon ibn Gabirol, qui avait été banni de Saragosse. Il correspond également avec les chefs de file de son temps, en particulier Hai Gaon et Rabbenou Nissim de Kairouan. Moshe ibn Ezra écrira dans son Kitab al-Muḥaḍarah, qu'« au temps de Salomon, le royaume de la science fut élevé de sa bassesse, et l'étoile de la connaissance brilla une fois de plus. Dieu lui avait donné un grand esprit qui atteignait les sphères et touchait les cieux ; de sorte qu'il puisse aimer la Connaissance et ceux qui la poursuivaient, et qu'il puisse glorifier la Religion et ses adeptes. »
Samuel est apprécié non seulement par ses coreligionnaires, mais aussi parmi les musulmans, nouant des amitiés solides et se faisant des alliés indéfectibles. Un poète arabe, Muntafil, va jusqu'à écrire dans les vers où il chante la louange de Samuel qu'à la suite de leur amitié, il en est venu à adorer secrètement le Dieu qui a prescrit le chabbat.

## Œuvres

### Talmud et Halakha
Des nombreux écrits de Samuel en la matière, seuls deux responsa, insérés dans le Pe'er ha-Dor (Amsterdam, 1765), et le Mevo haTalmud (Constantinople, 1510) ont été publiés.
Le Mevo HaTalmud (Introduction au Talmud) a été fréquemment réimprimé et figure, depuis 1754, dans les éditions classiques du Talmud de Babylone, à la fin du traité Berakhot.
Il est divisé en deux parties : la première contient une liste des porteurs de la tradition, depuis les hommes de la Grande Assemblée à Hanokh ben Moshe, le maître de Samuel ; la seconde propose une méthodologie du Talmud. 
Il a été traduit en latin par Constantin L'Empereur (écrivain de la Renaissance, à ne pas confondre avec l'empereur Constantin) sous le titre de Clavis Talmudica, Completas Formulas, Loca Dialectica et Rhetorica Priscorum Judæorum (Leyden, 1633).
Un autre livre du genre, intitulé Hilkata Gibbarwa, comportant des décisions talmudiques, est cité par le Me'iri dans son commentaire sur les Pirke Avot, par Betzalel Ashkenazi dans son Shiṭah Meḳoubbeẓet sur T.B. Ketoubot 36b, et par d'autres.

### Linguistique
Samuel a écrit environ vingt ouvrages sur la grammaire hébraïque, qui n'ont pas été conservés. Il s'agit, pour la plupart, d'épîtres polémiques, dont le premier est le Rasāʾil al-Rifāq (« Épître des Compagnons »), envers Yona ibn Jannah qui critique et complète certaines conceptions de Juda ben David Hayyuj, le fondateur de l'étude scientifique de la philologie hébraïque. De fait, Samuel considère l'œuvre de son maître parfaite et intouchable, et ne fait preuve d'aucune originalité en la matière.
Au terme de la dispute, il rédige le Kitab al-Istighna (« Livre de la Richesse »), un dictionnaire d'hébreu biblique qui peut être considéré par l'étendue, la présentation systématique, la richesse et la précision de ses références, comme le sommet de la lexicographie hébraïque. Cependant, il a été en grande partie perdu.

### Poésie
Samuel ibn Nagrela est particulièrement connu pour sa production poétique, qui a, elle aussi, en partie disparu.
Il a écrit deux livres, Ben Qohelet (Fils de l'Ecclésiaste) et Ben Mishle (Fils des Proverbes), chacun des « fils » étant modelé sur le « père ; » ainsi, le premier contiendrait des méditations philosophiques, et le second des aphorismes et maximes. Seule une partie de ce dernier a été préservée.
D'autres poèmes ont été recueillis en diwan, dont une partie existe encore en manuscrit. Le diwan de Samuel ha-Naggid a été édité, mais pas dans son entièreté par Abraham Harkavy.
Certains de ses vers sont cités par Moshe ibn Ezra, et son poème sur la plume est cité par Juda ibn Tibbon, dans une lettre adressée à son fils Samuel. Il aurait aussi écrit un poème en sept langues à l'adresse du roi Ḥabbus.
Ses compositions se distinguent par leur élévation morale et philosophique, proche dans certains aspects, du style poétique de Quevedo, auteur-phare du Siècle d'or espagnol. L'influence arabe se fait sentir dans le style et les thèmes abordés. Cependant, le style est si froid, qu'il en est passé en proverbe : « Froid comme la neige du mont Hermon ou comme les poèmes de Samuel HaLevi. »

## Source
- Cet article contient des extraits de l'article « SAMUEL HA-NAGID (SAMUEL HALEVI BEN JOSEPH IBN NAGDELA - sic) » par Joseph Jacobs & Isaac Broydé de la Jewish Encyclopedia de 1901–1906 dont le contenu se trouve dans le domaine public.